# スカイラブ (パチスロ)
『スカイラブ』（Sky Love）は、2006年にSNKプレイモアが販売した5号機のパチスロ機。保通協における形式名は「スカイラブX」。

## 概要
成立した小役によって3種類のリプレイタイム（RT）が設定されている。突入契機となる役はリプレイ、ベル、チェリーの3つで、それぞれ5・33・99GのRTに対応している。ただし、リプレイの確率が上がる本当の意味でのRTは33Gのものだけで、ほかの2つはRTと銘打ってはいるもののリプレイの成立確率は通常時と変わらない、いわば『通常時に見せかけるためのRT』である（「低確率RT」と呼ばれることもある）。5号機の規則上、『特定小役の入賞を契機とするRT』は他のRTで上書きすることができないため、この2つのRTはベル入賞によるRT33Gを妨害するためのものである。これにより、5号機で禁止された「内部モードによる期待値の変化」を擬似的に表現することに成功している。
ボーナスは単独成立とスイカのみ重複する。
通常時の液晶画面は4つのステージを移動しており、昼・夕方・夜および作戦会議の順で低確率RTに入っていない（すなわち、ベル入賞によるRT33Gが期待できる）可能性が高い。

## チャンス演出
ベル入賞により前述のRT33Gに突入した時は2~3ゲームの間を置いて「トレジャータイム」に移行する。
このモードでは主人公のラブ・ハート率いるピース空賊団一行が遺跡を探索してお宝を探すという演出になる。液晶演出は30G継続し、その後の「お宝チェック」演出でボーナスの当否が告知される。
なお、内部的には突入契機となるベルを引いた次のゲームからRTは始まっており、お宝チェックの最中にRTが終了していることも多い。そのため、RTの終了タイミングを判断するには、突入契機となるベルからのゲーム数を自分でカウントする必要がある。
トレジャータイム以外のチャンス演出は「敵戦艦とのバトル」、「飲み比べバトル」、「復讐バトル」があり、ラブがそれぞれのバトルで勝ったらボーナス成立。それぞれのバトル演出の際に表示されるタイトルにはいくつかのパターンがあり、期待度の高いもの、あるいはボーナス確定となるものもある。
ビッグボーナスは345枚を越える払い出しで終了（平均獲得枚数270枚）。チャレンジボーナスは142枚を越える払い出しで終了（平均獲得枚数100枚）し、左リールが即時停止するチャレンジタイム型である。
なおチャレンジボーナスでは、各ゲームでチェリーとベルの複合役を目押しすることにより、最大111枚を獲得することが出来る。

## ラブ・ハート
ラブ・ハートは、『スカイラブ』の主人公。
伝説の空賊ライク・ハートの一人娘で、父の後を継いでピース空賊団のキャプテンを務める。 
担当声優は『スカイラブ』では田中敦子、『KOF XIV』以降の関連作品では行成とあ。

### 登場作品
- スカイラブ
- THE KING OF FIGHTERS XIV
- SNKヒロインズ Tag Team Frenzy